# Heinrich Schmidt (Historiker)
Heinrich Schmidt (* 9. August 1928 in Lehrte; † 27. Juni 2022 in Oldenburg) war ein deutscher Historiker und Archivar.

## Leben und Werk
Heinrich Schmidt wurde 1954 an der Universität Göttingen mit einer Dissertation zu deutschen Städtechroniken im Spätmittelalter zum Dr. phil. promoviert. Er war von 1969 bis 1976 Direktor des Staatsarchivs Oldenburg. Danach war er bis zu seiner Emeritierung 1993 Professor für Sozialgeschichte des Mittelalters an der Universität Oldenburg. Von 1986 bis 1998 amtierte er als Vorsitzender der Historischen Kommission für Niedersachsen und Bremen. Darüber hinaus wurde er 1970 zum korrespondierenden Mitglied der Historischen Kommission für Westfalen gewählt, der er zwischen 1978 und 2006 auch als ordentliches und ab 2006 wieder als korrespondierendes Mitglied angehörte. Am 31. Oktober 2008 wurde ihm das Verdienstkreuz 1. Klasse des Niedersächsischen Verdienstordens verliehen.
Schmidt veröffentlichte zahlreiche Monographien und Aufsätze zur oldenburgischen und ostfriesischen Landesgeschichte und war Herausgeber mehrerer Sammelbände, Handbücher und Kataloge zu Themen der norddeutschen Landes- und Kulturgeschichte.

## Schriften (Auswahl)
- Die deutschen Städtechroniken als Spiegel des bürgerlichen Selbstverständnisses im Spätmittelalter (= Schriftenreihe der Historischen Kommission bei der Bayerischen Akademie der Wissenschaften. Band 3). Vandenhoeck & Ruprecht, Göttingen 1958 (zugleich: Dissertation, Universität Göttingen, 1954), Digitalisat.
- Politische Geschichte Ostfrieslands (= Ostfriesland im Schutze des Deiches. Band 5). Rautenberg, Leer 1975.
- mit Ernst Hinrichs: Oldenburg. Geschichte der Stadt Oldenburg. Band 1: Von den Anfängen bis 1830. Isensee, Oldenburg 1997, ISBN 3-89598-400-0.
- Ostfriesland und Oldenburg. Gesammelte Beiträge zur norddeutschen Landesgeschichte. Hrsg. im Auftrag der Oldenburgischen und Ostfriesischen Landschaft von Ernst Hinrichs und Hajo van Lengen. Ostfriesische Landschaftliche Verlags- und Vertriebsgesellschaft, Aurich 2008, ISBN 978-3-940601-04-9 (umfangreiche Sammlung mit 838 Seiten, Inhaltsverzeichnis).